# SKブロードバンド
SKブロードバンド（朝鮮語: SK브로드밴드、英語: SK Broadband Co., Ltd.）は、大韓民国・ソウルに本社を置く電気通信企業で、SKグループのSKテレコムの完全子会社である。韓国の大手ブロードバンドISPの一つである。
また、SKブロードバンドの"Broad &"部門は、韓国のテレホンカード市場の大部分を支配している。

## 歴史
1997年にハナロ通信（ハナロテレコム）として設立された。当時国有企業だったKT以外では唯一の地域交換事業者(CLEC)であり、韓国の固定電話市場の半分近くを支配するまでになった。
1999年にブロードバンド市場に参入し、VoIPサービス、ブロードバンドインターネット接続、B TVというブランド名のIP放送サービスを提供する、トリプルプレイプロバイダに成長した。また、法人顧客向けに専用線サービスとIDCサービスを提供している。
2000年以降、ハナロは、シスコシステムズとネットワーク・サービス・プロバイダーとの共同マーケティング・プログラムである「シスコ・パワード・ネットワーク・プログラム」に参加し、シスコシステムズの機器を使用したネットワーク上で公共サービスを提供している。2002年時点で、韓国のブロードバンド市場はKTが50%を占め、ハナロとスルーネットが残りの約45%のシェアを分け合っていた。ハナロは、ブロードバンド市場での地位を強固にするため、2005年3月にスルーネットを4,714億ウォンで買収した。
2008年2月、ハナロ通信は1兆900億ウォンで韓国の大手携帯電話事業者会社SKテレコムに買収された。2008年9月に現在のSKブロードバンドに改称した。2015年7月1日、SKテレコムは株式交換でSKブロードバンドの全株式を買い取り、SKブロードバンドはSKテレコムの完全子会社となった。
2014年10月、SKブロードバンドは、ITU全権会議で世界初の10Gbit/sインターネットサービスを発表した。この新しいインターネットサービスは、韓国の既存のLANサービスである100Mbit/sのダウンロード速度の100倍の速度を実現している。
2015年11月、SKテレコムは競合他社であるCJグループの韓国最大手ケーブルテレビMSO事業者CJハロービジョンの30%の株式を5,000億ウォンで買収することに合意したが、2016年に公正取引委員会から合併禁止決定を受けたため、買収を断念した（最終的に、LGユープラスに買収された。現LGハロービジョン）。